# Politique au Soudan
Le Soudan est une république à régime présidentiel. Le chef d'État est Abdel Fattah Abdelrahmane al-Burhan depuis le 12 avril 2019.

## Organisation de l'État avant 2019
De 1983 à 1997, le pays était divisé en cinq régions au nord et trois au sud, chacune dirigée par un gouverneur militaire. Les parlements régionaux ont été suspendus après le coup d'État militaire du 6 avril 1985. Le Conseil révolutionnaire a été aboli en 1996 et le Front national islamique au pouvoir a pris le nom de Congrès national. Après 1997, les structures administratives régionales ont été réformées vers un système de 26 États. Les membres des exécutifs régionaux sont nommés par le président. Le budget des États est entièrement dépendant du pouvoir central de Khartoum.
Conformément à la constitution provisoire qui a été adoptée en 1986, le pays dispose d'une assemblée législative comportant 301 sièges. Le président est officiellement le chef de l'État mais ses fonctions sont essentiellement représentatives. Le pouvoir exécutif est en fait détenu par le premier ministre élu par l'assemblée législative.
Après les élections nationales de 1986, la vie politique soudanaise a été dominée par trois partis politiques :
- le parti Oumma (parti populaire), un parti islamiste traditionaliste issu du parti musulman du Mahdi, détient la majorité avec 99 sièges,
- le parti démocratique unioniste (63 sièges),
- le front national islamiste (51 sièges).

Un gouvernement de coalition, réunissant des membres du parti Oumma, du parti démocrate unioniste, ainsi que plusieurs partis politiques de moindre importance, a ensuite été mis en place. Le premier ministre actuel est le chef du parti Oumma.
Salva Kiir (Mouvement de libération du peuple soudanais) a été Premier Vice-président (Ali Osmane Taha étant le second) du 11 août 2005 au 8 juillet 2011, veille de l'indépendance du Soudan du Sud, dont il devient président.

## Pouvoir exécutif entre 2019 et 2021
Omar el-Bechir est renversé lors du coup d'État soudanais d'avril 2019, à l'issue duquel le pouvoir exécutif est assuré par le Conseil militaire de transition (CMT) après plusieurs mois de manifestations de rue. À la suite de nouvelles manifestations et du massacre de Khartoum le 3 juin, le CMT et les Forces de la liberté et du changement (FFC) se mettent d'accord le 5 juillet 2019 sur un processus de transition de retour à la démocratie d'une durée de 39 mois comprenant la fondation de nouvelles institutions exécutives, législatives et judiciaires.
Le 4 août 2019, un projet de déclaration constitutionnelle a été signé par Ahmed Rabee leader du FFC et par le vice-président du CMT, Mohamed Hamdan Dogolo, en présence de médiateurs éthiopiens et de l'Union africaine. Le CMT est remplacé par un Conseil de souveraineté.
Le gouvernement de transition prend des mesures politiques et économiques impopulaires (dont la réduction de subventions) afin de bénéficier des aides du Fonds monétaire international. En septembre 2021, des Soudanais manifestent pour critiquer les termes du plan de paix négocié avec les rebelles et bloquent Port Soudan, le principal port du pays,.
Le 21 septembre 2021, les autorités annoncent qu'une tentative de coup d'État, menée par des partisans d'Omar el-Bechir, a été déjouée,.
En octobre 2021, les tensions entre les militaires du Conseil de souveraineté et le gouvernement civil croissent et le général al-Burhan, président du Conseil demande la démission du gouvernement (bien que la charte constitutionnelle ne lui permette pas de le faire).

## Pouvoir exécutif depuis 2021
Le 25 octobre 2021, l'armée soudanaise reprend le contrôle intégral du pouvoir avec un coup d'État. Le processus de transition démocratique est interrompu et le Conseil de souveraineté est dissout. Le général al-Burhan reste chef de l'État. Il met en place l'état d'urgence.
Un nouveau Conseil de souveraineté, présidé par al-Burhan, est mis en place le 11 novembre 2021. Ce nouveau conseil ne comprend plus aucun membre des FFC, l'alliance qui souhaitait que le pouvoir soit transféré aux civils. 
La communauté internationale, qui réclame le retour des civils au pouvoir et la fin de la répression contre les manifestants en faveur de la démocratie suspend son aide au pays. Le 29 mai 2022, le général Abdel Fattah Al-Bourhan lève l’état d’urgence.
| Fonction               | Nom                                 | Parti | Depuis                                   |
| ---------------------- | ----------------------------------- | ----- | ---------------------------------------- |
| Chef d'État de facto   | Abdel Fattah Abdelrahmane al-Burhan |       | 11 avril 2019 (6 ans, 1 mois et 9 jours) |
| Premier vice-président | vacant                              |       |                                          |

Le 19 mai 2025, le général Burhane nomme au poste de Premier ministre l’ancien directeur de l’Organisation mondiale de la propriété intellectuelle (OMPI), Kamel al-Tayeb Idris Abdelhafiz, ainsi que deux femmes au Conseil de souveraineté.